# Festival d'Angoulême 2023
Le 50e festival international de la bande dessinée d'Angoulême s'est déroulé du 26 au 29 janvier 2023.

## Affiches
Comme depuis 2018, trois affiches ont été créées pour cette édition par trois dessinateurs de nationalités différentes : Julie Doucet, autrice québécoise élue Grand Prix du Festival en 2022, Hajime Isayama, mangaka japonais, et Riad Sattouf, auteur français.

## Palmarès

### Grand prix de la ville d'Angoulême

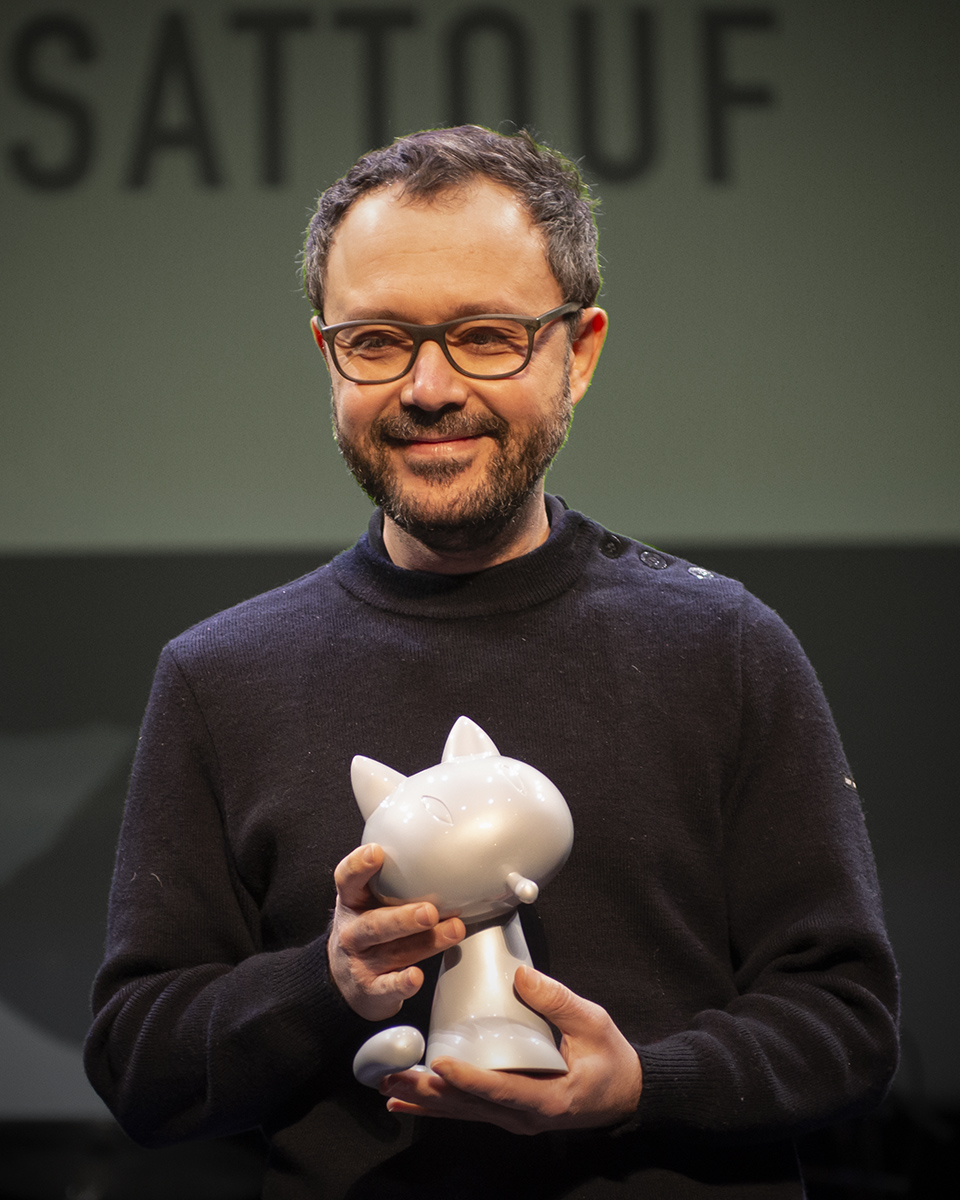
Riad Sattouf avec le Fauve du Grand prix 2023.

Le premier tour de la désignation du Grand prix 2023 s’est déroulé du 3 au 9 janvier.
Le trio d'auteurs arrivés en tête des suffrages exprimés est :
- Alison Bechdel
- Catherine Meurisse
- Riad Sattouf

Riad Sattouf arrivant en tête du vote au second tour, il reçoit le trophée des mains de Julie Doucet, élue l'année précédente, lors de la cérémonie d'ouverture du festival.

### Prix René-Goscinny
Remis lors du festival, le Prix René Goscinny 2023 du Meilleur scénario est attribué à Thierry Smolderen, scénariste de l’album Cauchemars ex machina publié aux éditions Dargaud.
Le Prix René Goscinny du Jeune scénariste est attribué à Mieke Versyp, scénariste de l’album Peau, paru aux éditions Çà et là.

### Prix Druillet
Ce prix créé par Philippe Druillet et la galerie Barbier récompense des auteurs ayant réalisé moins de trois albums. Pour sa première édition, il est attribué à Manon Debaye pour son album La Falaise paru aux éditions Sarbacane.

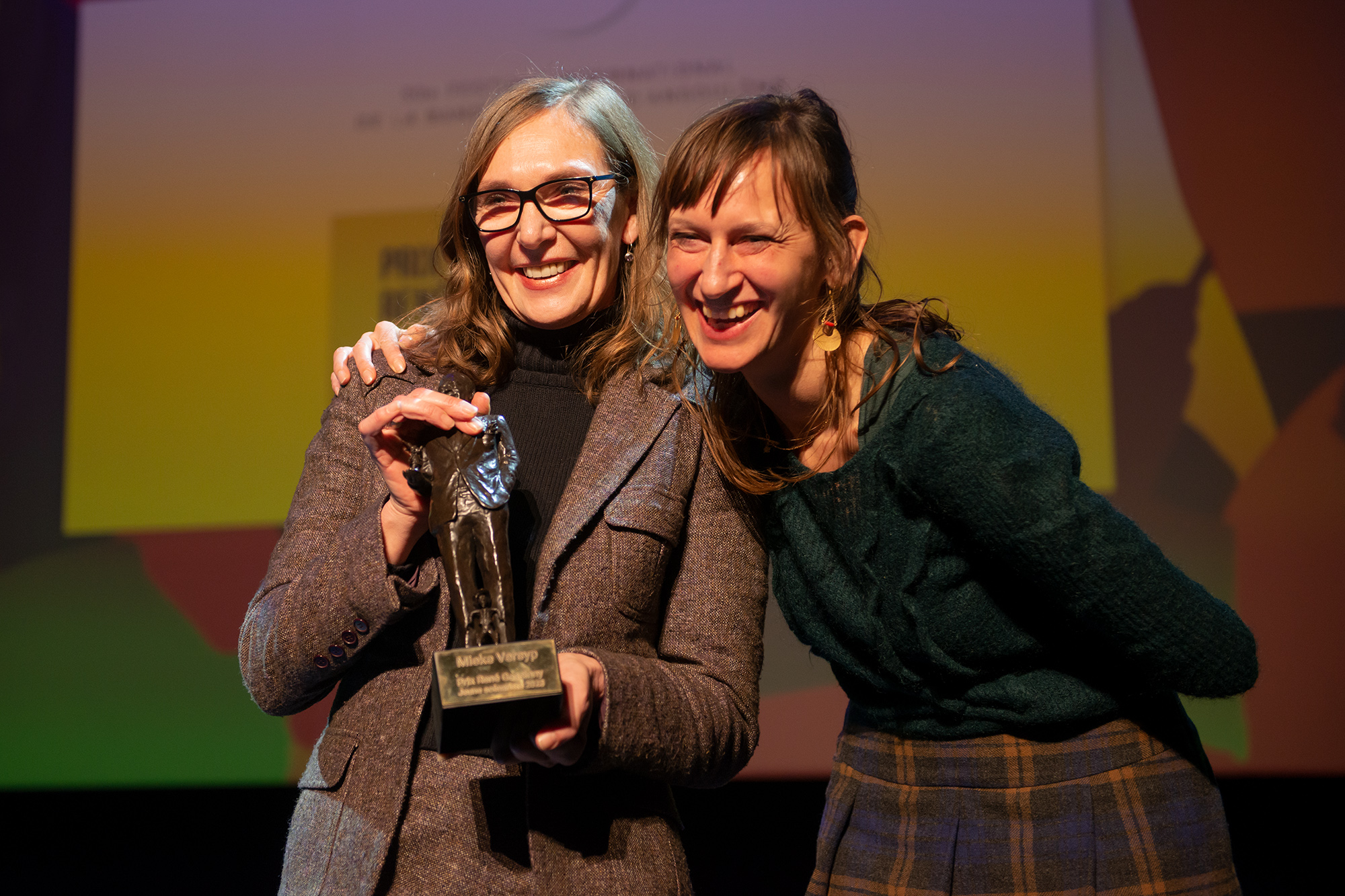
Mieke Versyp et Sabien Clement
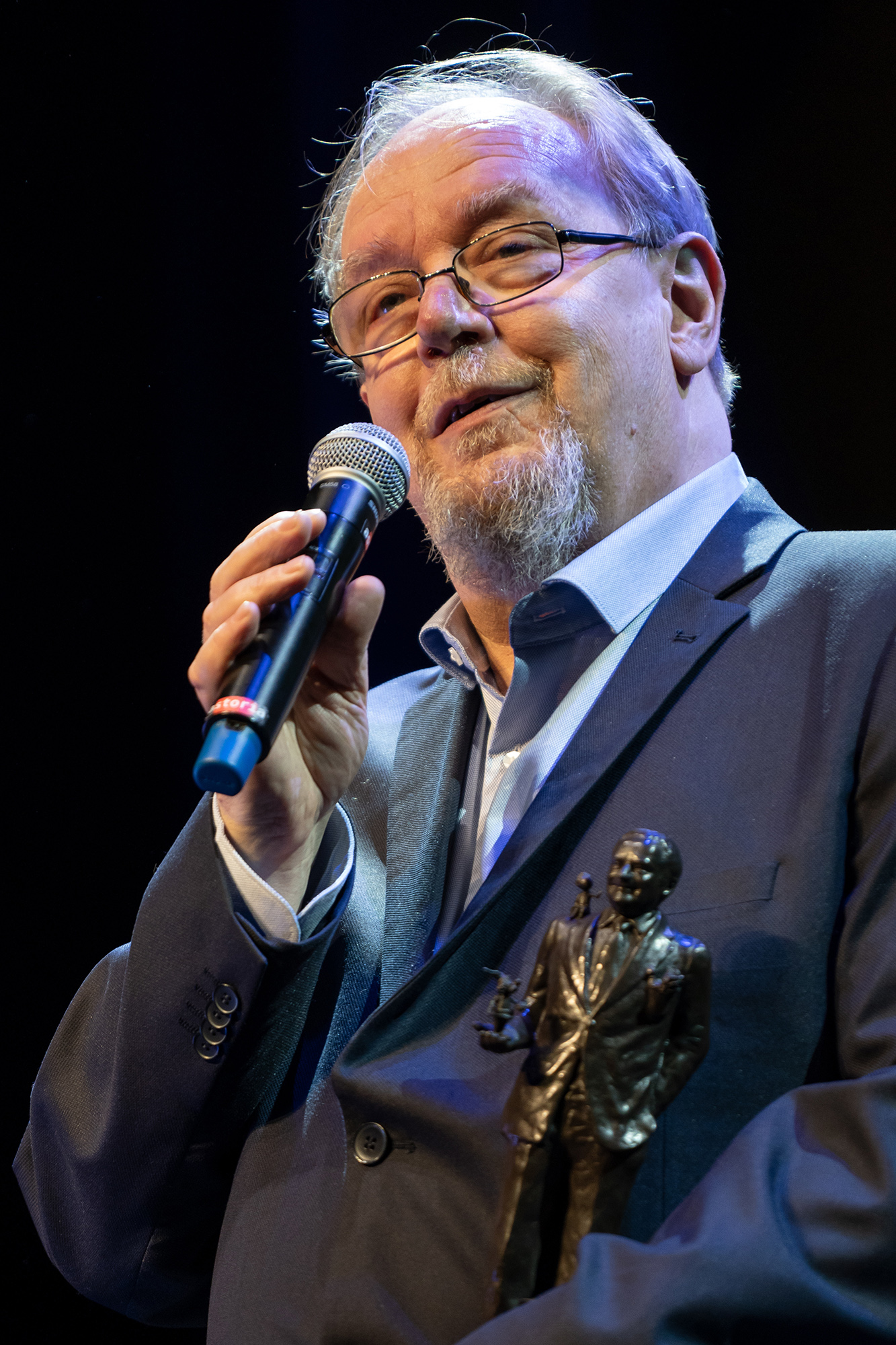
Thierry Smolderen
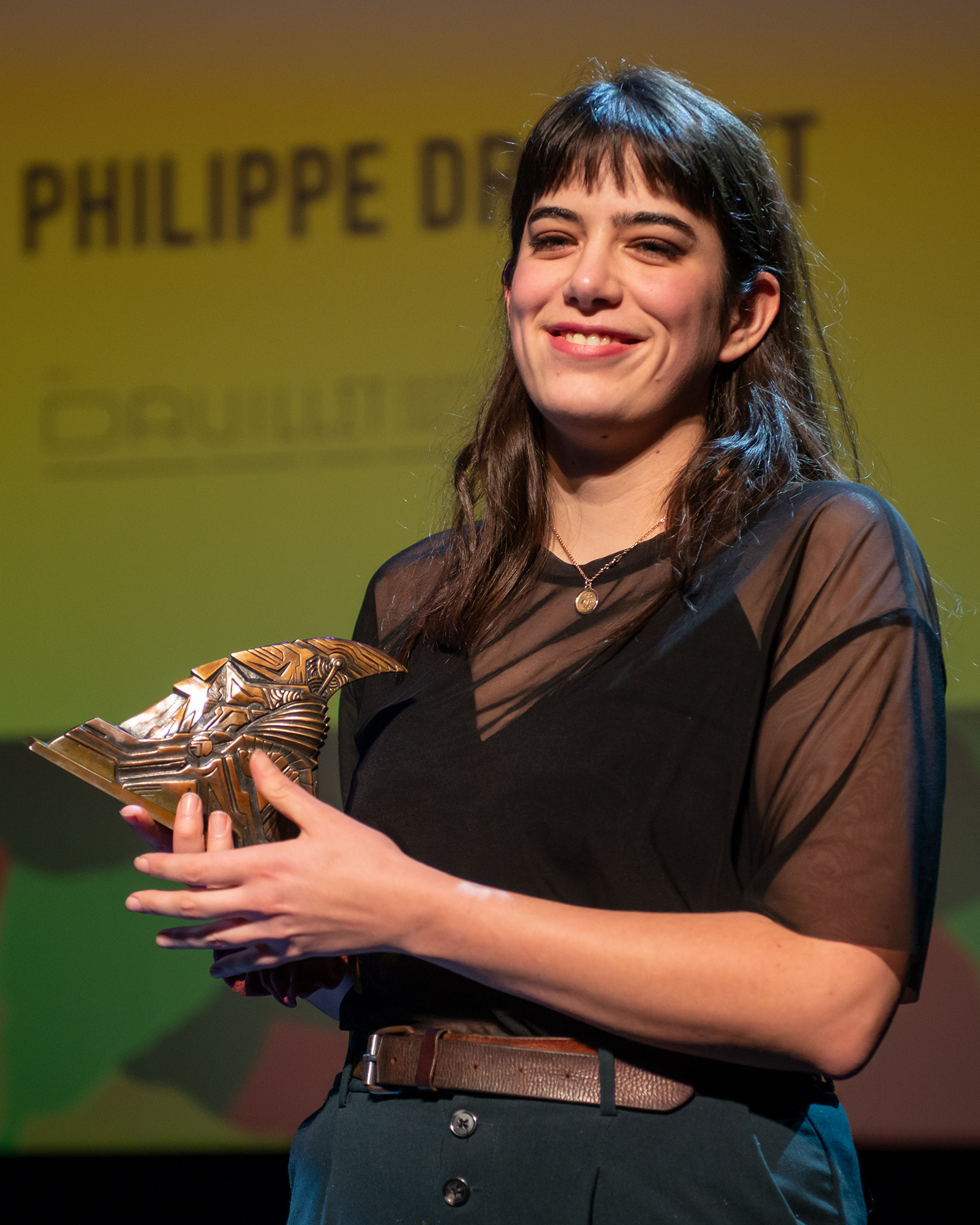
Manon Debaye

### Prix officiels

#### Fauves d'honneur
Présents lors du festival pour leurs expositions respectives, Ryōichi Ikegami et Junji Itō reçoivent chacun un Fauve d'honneur. Hajime Isayama, auteur de L'Attaque des Titans, reçoit un Fauve spécial 50e édition. 

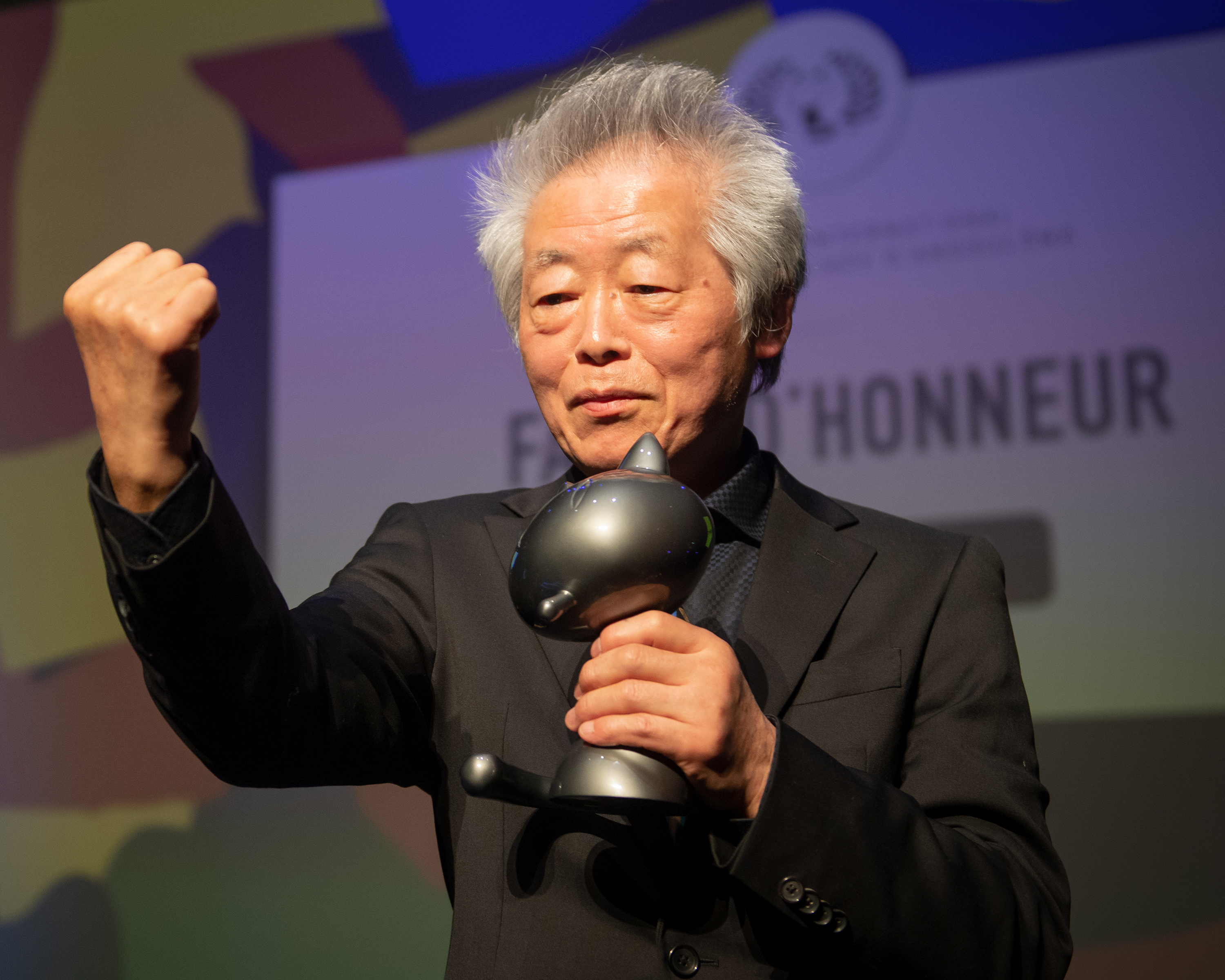
Ryōichi Ikegami
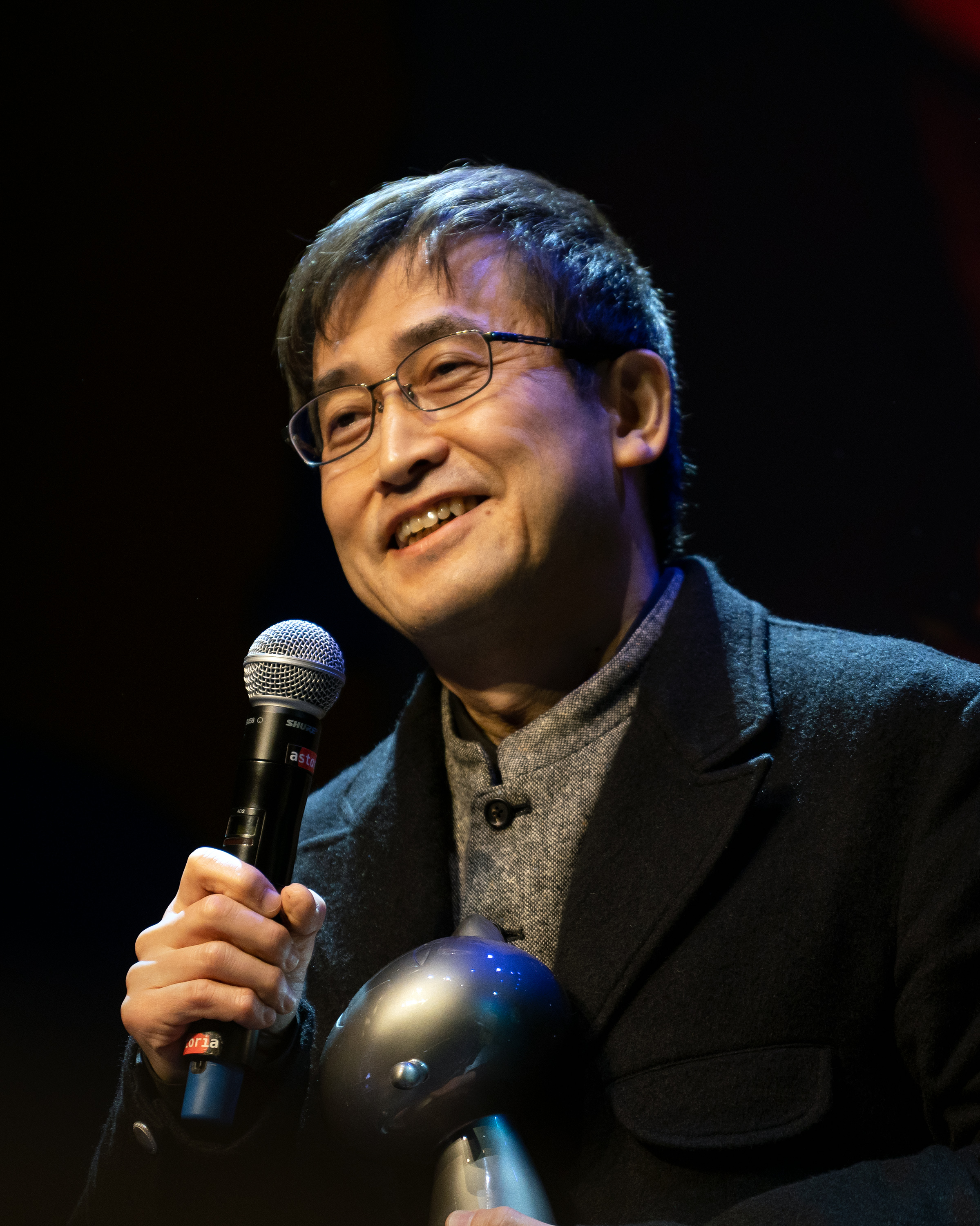
Junji Itō
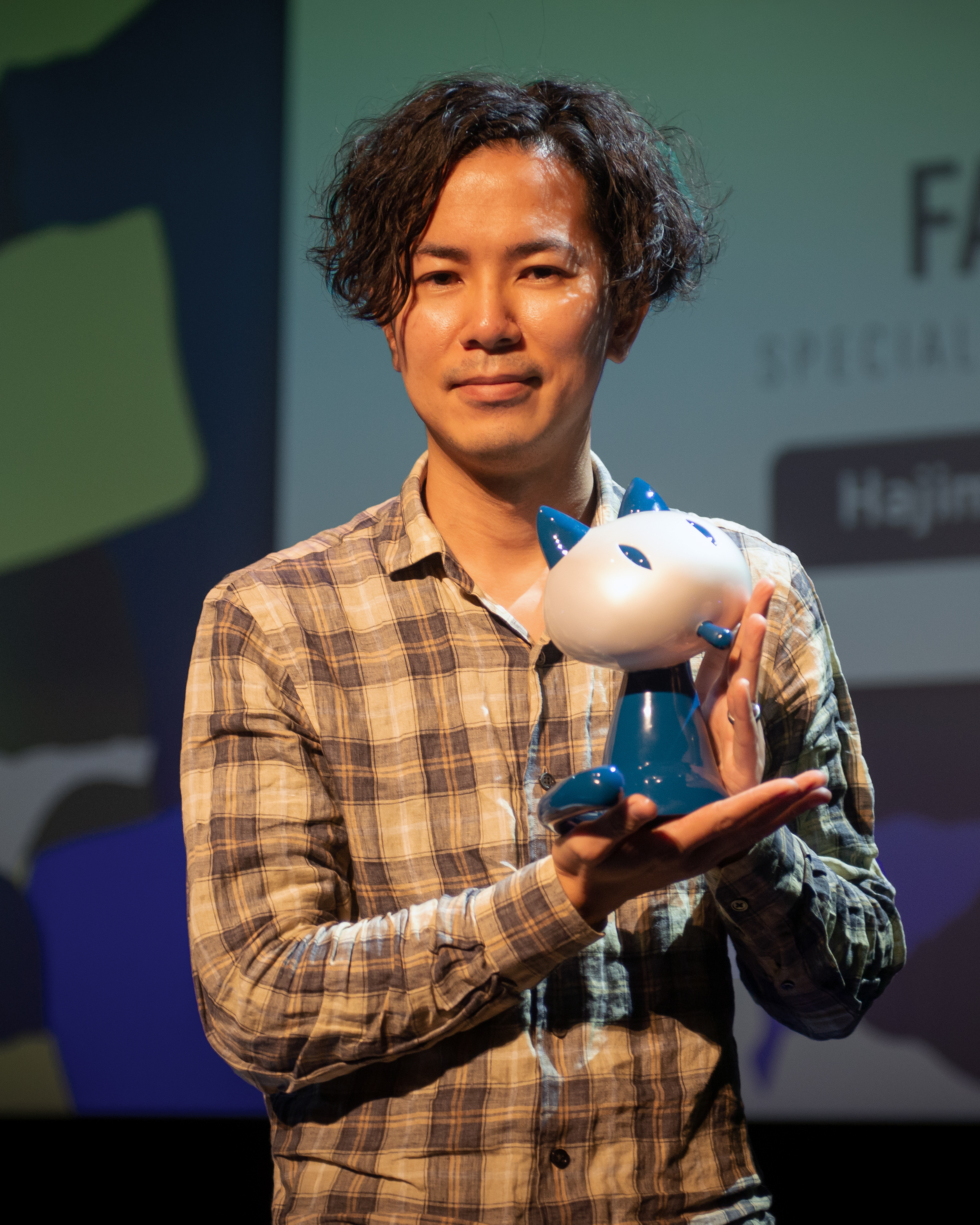
Hajime Isayama

#### Grand jury
L'acteur, scénariste et réalisateur Alexandre Astier a dirigé le grand jury composé de l’autrice Nine Antico, la libraire Axelle Boitelle, l’écrivain et journaliste Éric Fottorino, l’autrice-compositrice-interprète Lous and the Yakuza, la photographe et réalisatrice Alice Moitié et l’auteur-compositeur-interprète Victor Solf.

#### Palmarès officiel (Fauves d'Angoulême)
- Fauve d'or : La Couleur des choses, Martin Panchaud, Çà et là
- Prix spécial du jury : Animan, Anouk Ricard, Exemplaire
- Prix du public France Télévisions : Naphtaline, Sole Otero, Çà et là
- Prix de la série : Les Liens du sang t.11, Shuzo Oshimi, Ki-oon
- Prix révélation : Une rainette en automne, Linnea Sterte, La Cerise
- Prix du patrimoine : Fleurs de pierre, Hisashi Sakaguchi, Revival
- Fauve Polar SNCF : Hound Dog, Nicolas Pegon, Denoël Graphic
- Prix de la bande dessinée alternative : Forn de Calç, Extincio Edicions
- Prix Eco-Fauve Raja : Sous le soleil, Ana Penyas, Actes Sud L'An 2
- Fauve des lycéens : Khat, Ximo Abadia, La Joie de lire

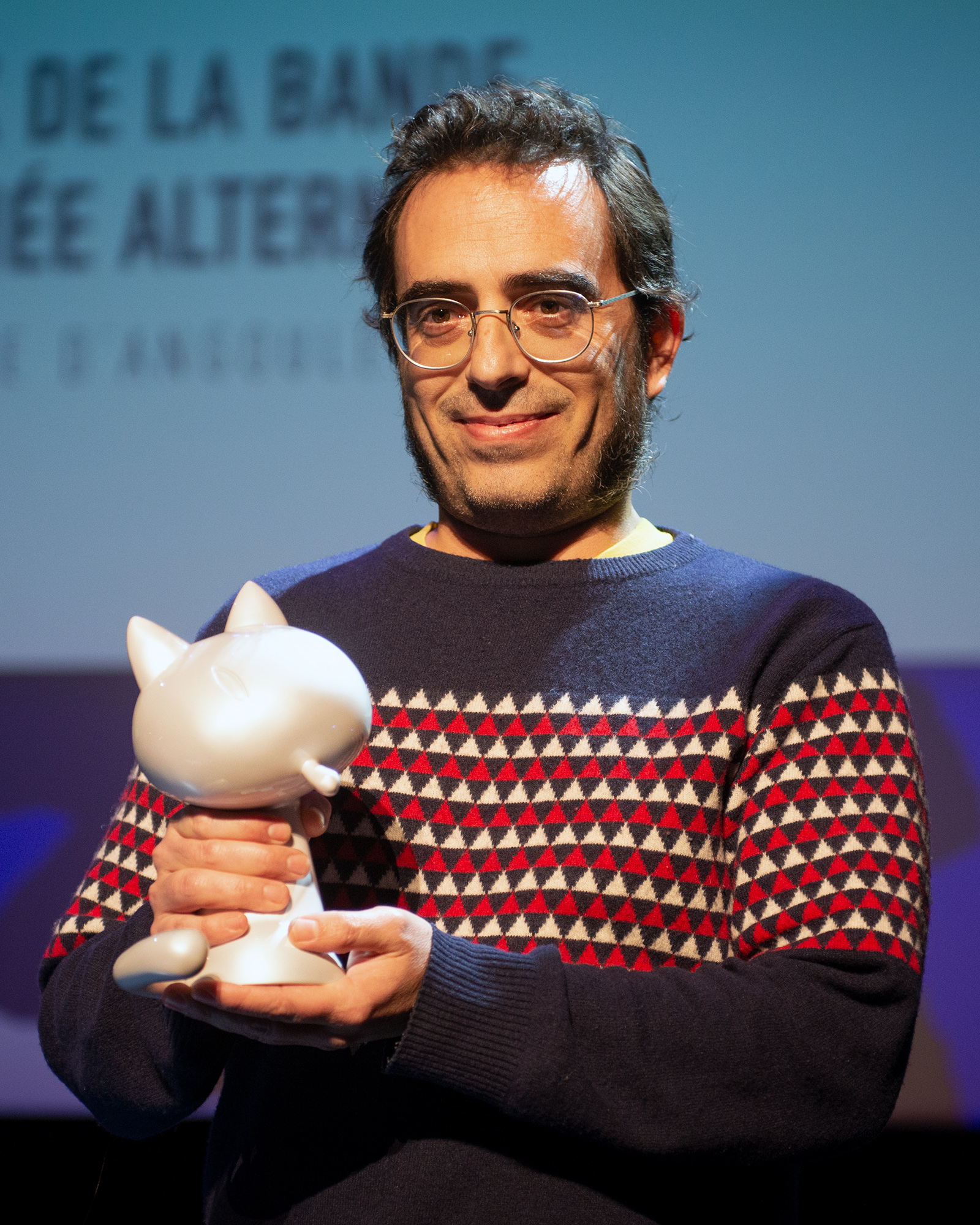
Marc Charles pour Forn de Calç
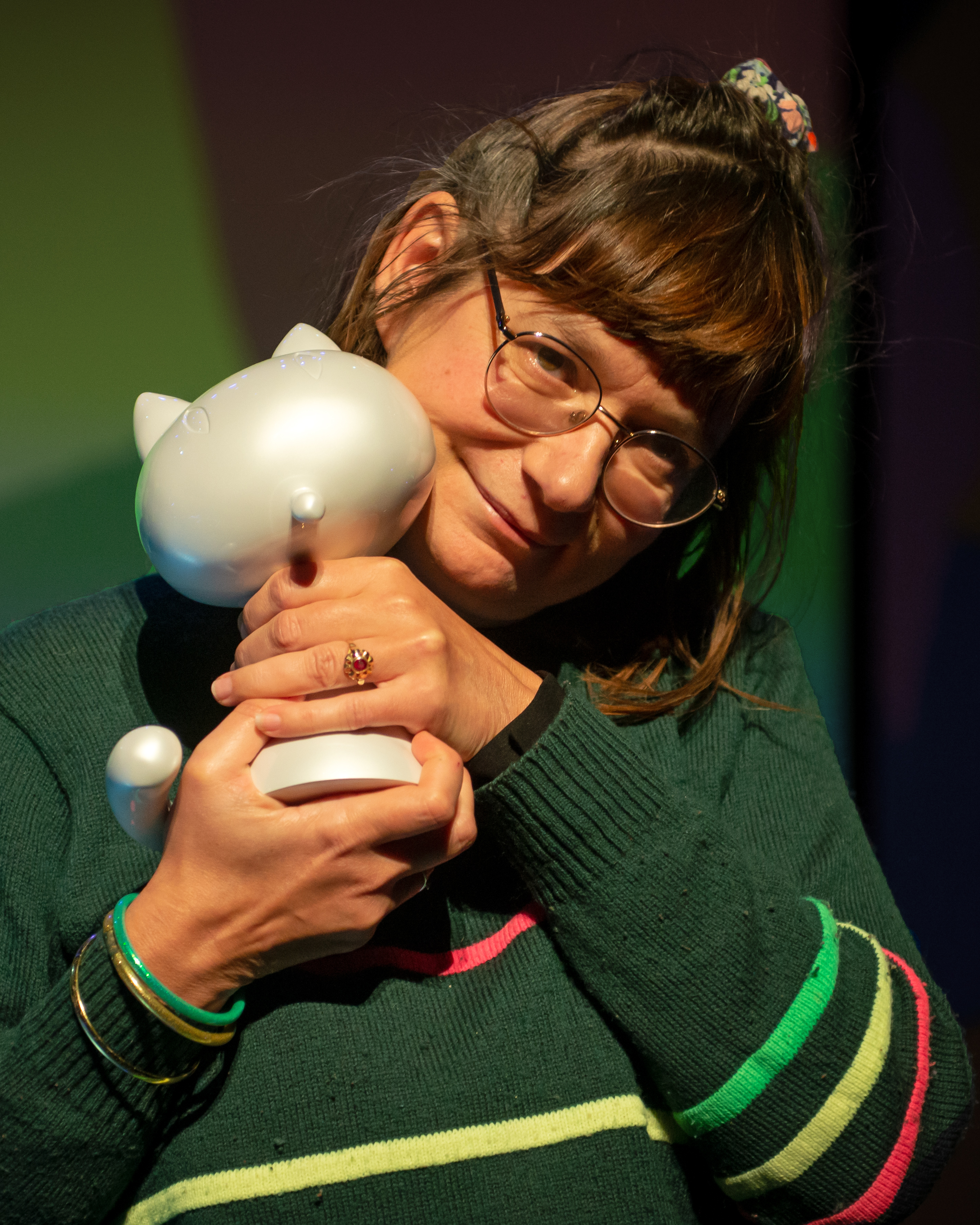
Anouk Ricard
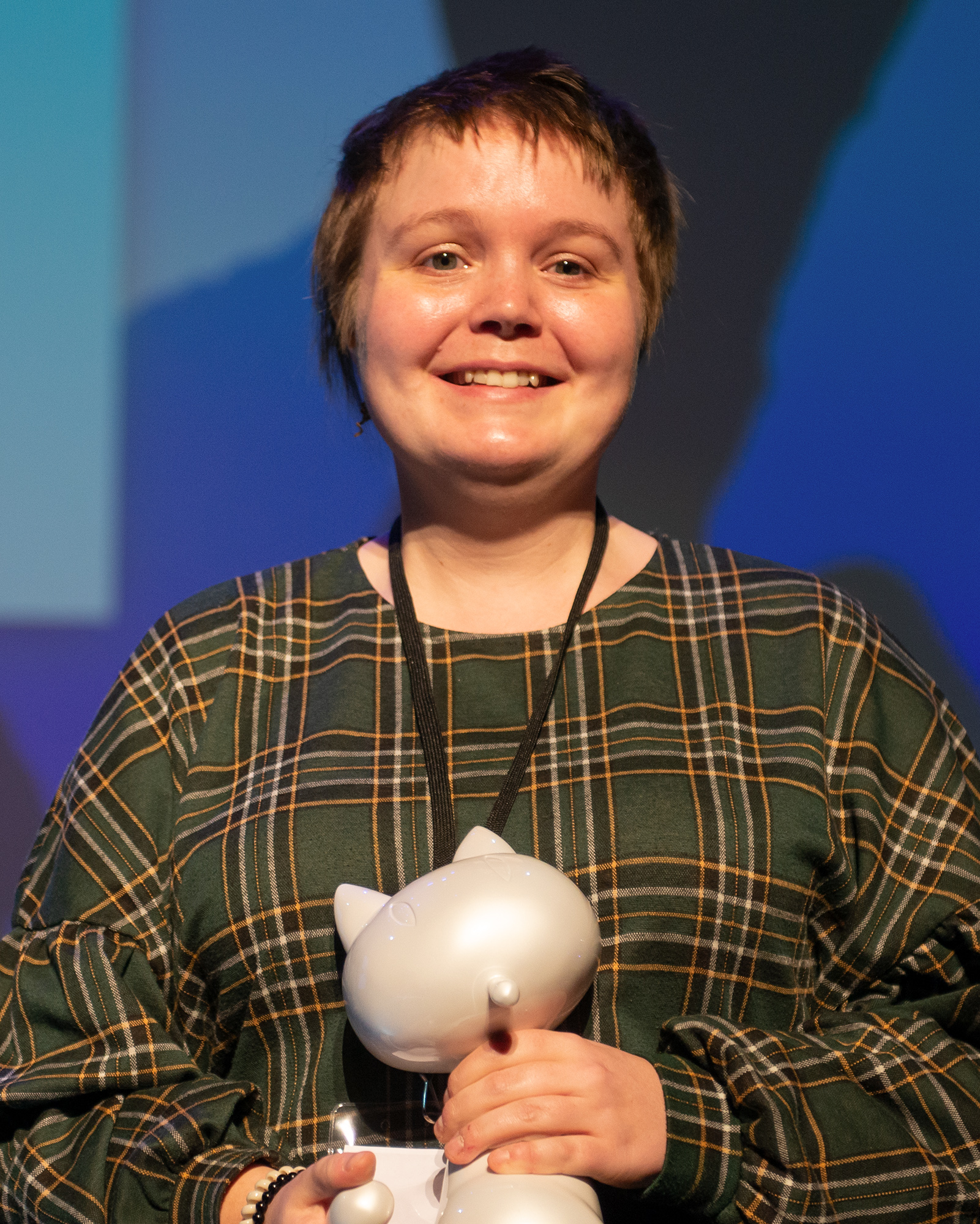
Linnea Sterte
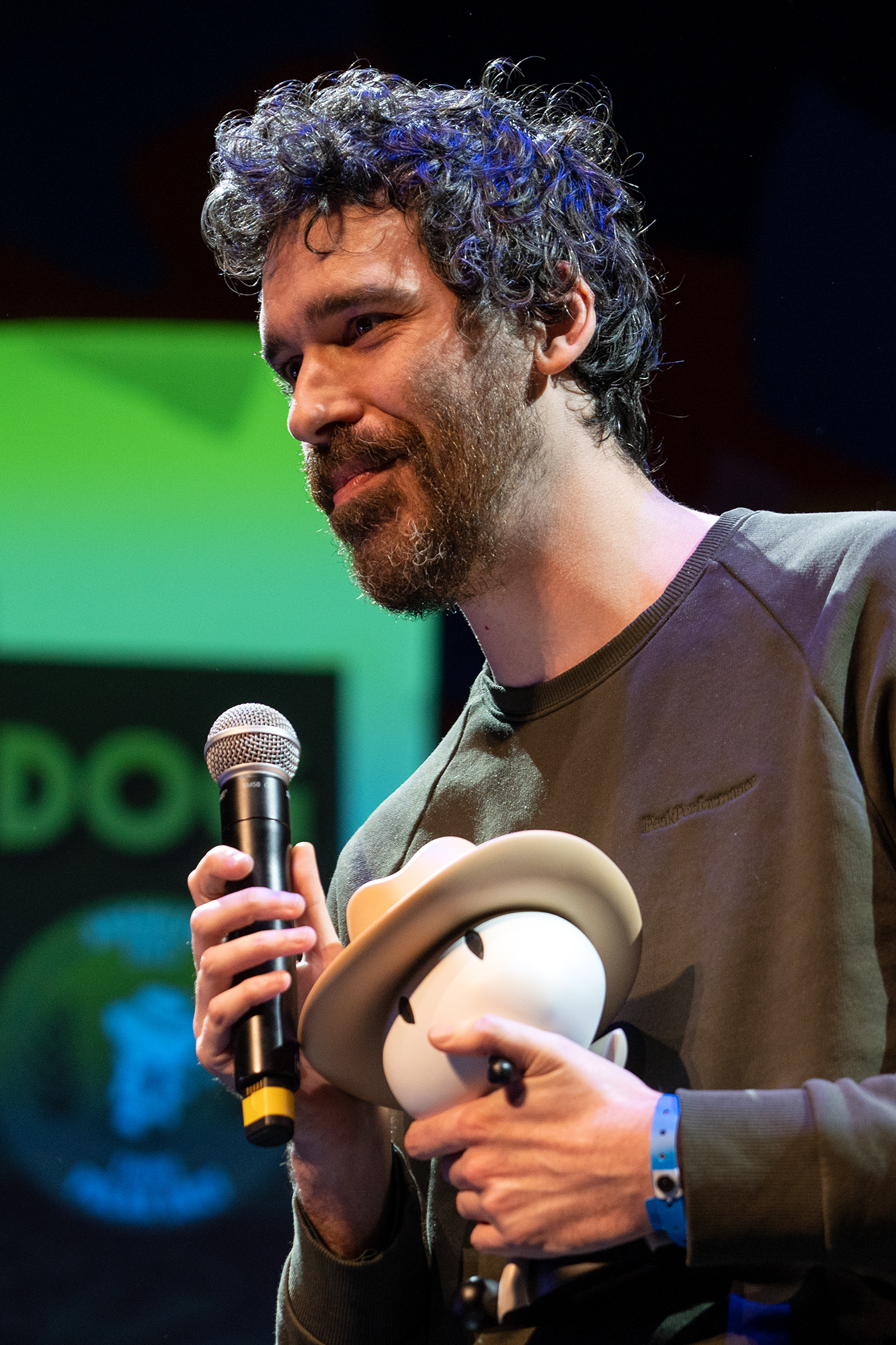
Nicolas Pegon
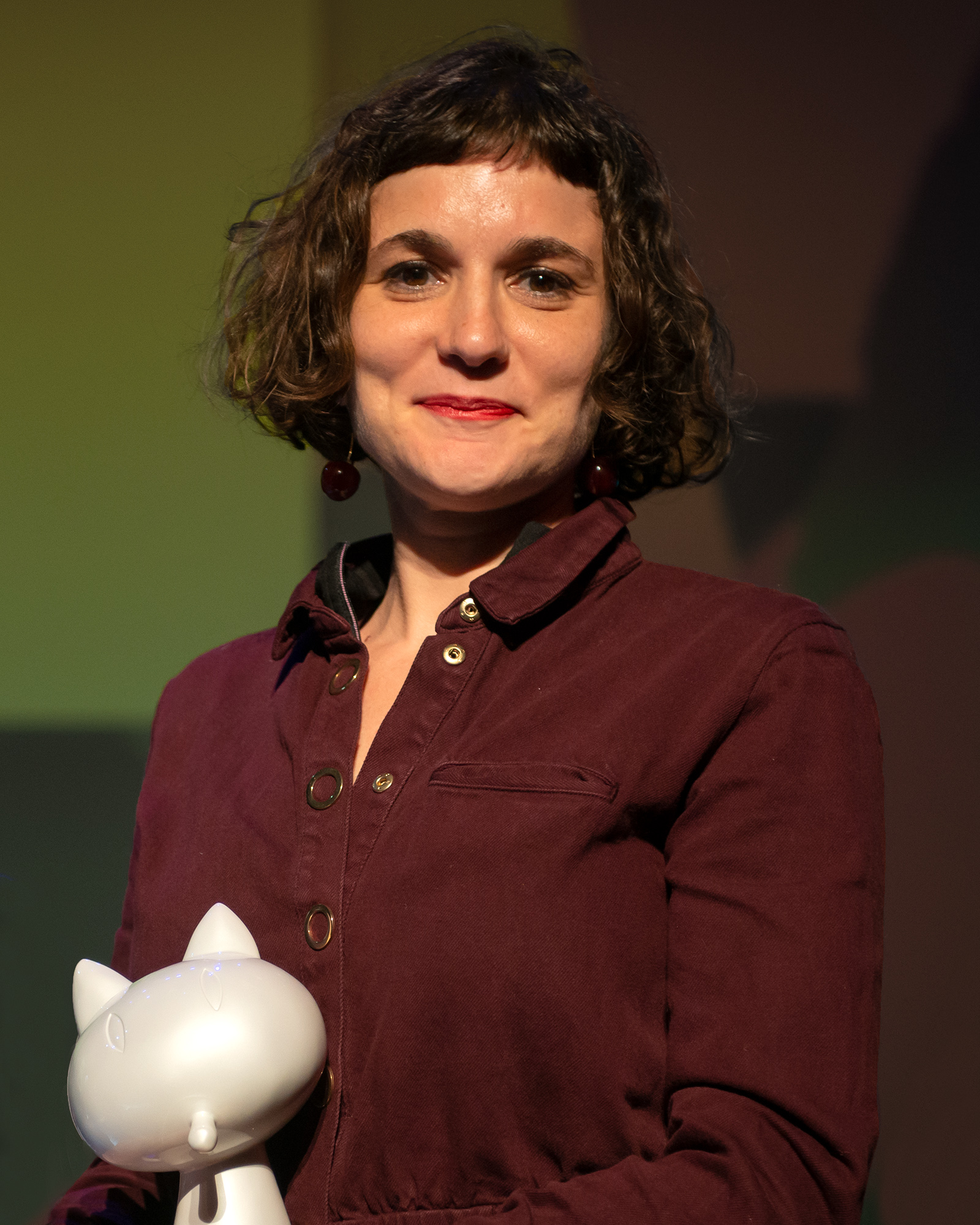
Sole Otero
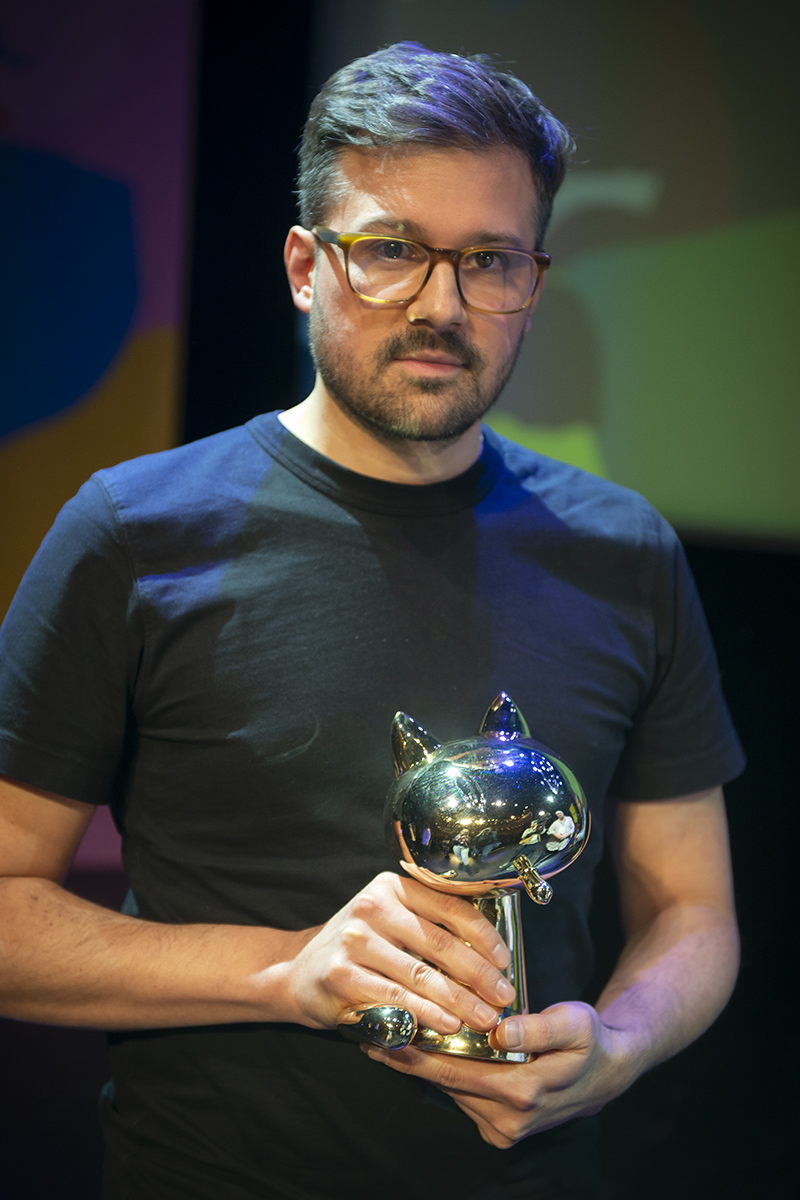
Martin Panchaud
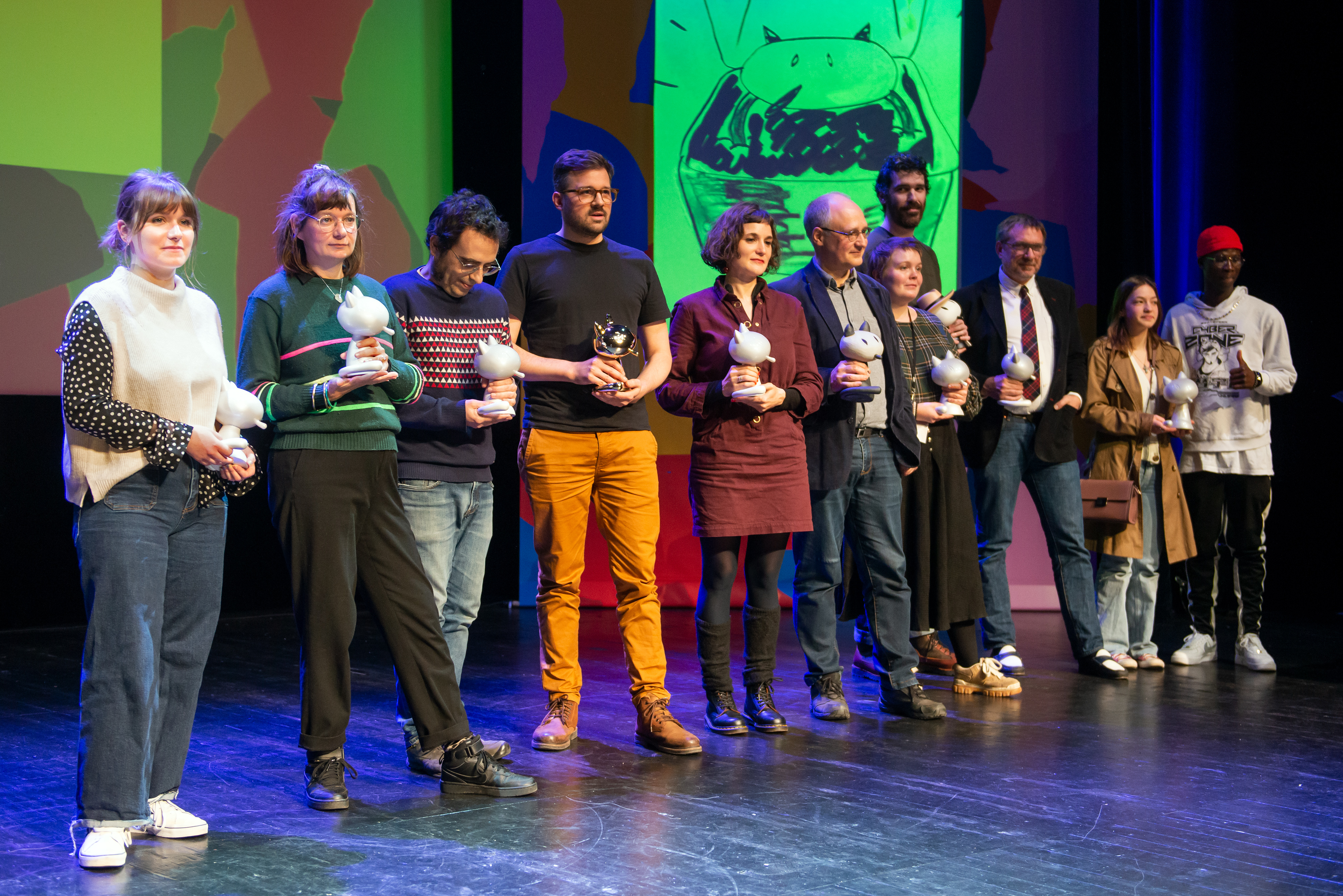
L'ensemble des auteurs récompensés.

#### Grand jury Jeunesse
L’écrivaine Marie-Aude Murail présidait le grand jury jeunesse composé de la productrice et comédienne Laure Grandbesançon, la comédienne et directrice artistique Brigitte Lecordier, l’auteur Julien Neel, l’autrice-compositrice-interprète Barbara Pravi, le romancier et scénariste Rachid Santaki, le libraire Guillaume Traisnel.

##### Prix jeunesse
- Fauve jeunesse : La Longue Marche des dindes de Léonie Bischoff et Kathleen Karr, Rue de Sèvres
- Prix spécial du jury : Toutes les princesses meurent après minuit, Quentin Zuttion, Le Lombard
- Prix des écoles d'Angoulême : La Petite évasion, Marzena Sowa, Dorothée de Monfreid, La Pastèque
- Prix des collèges : Simone, Jean-David Morvan, David Evrard, Walter, Glénat
- Prix des lycées : Nourrir l'humanité, Sylvain Runberg, Miki Montllo, Delcourt

#### Compétition officielle
La compétition officielle de cette édition comporte 85 albums.

##### Sélection officielle
- A Journey beyond Heaven, t.6, Masakazu Ishiguro, Pika
- Animan, Anouk Ricard, Exemplaire
- L'Arabe du futur t.6, Riad Sattouf, Allary
- L'Artiste à mi-temps, Timothée Ostermann, Futuropolis
- Au-dessus  l'Odyssée, Jason, Atrabile
- Beta… civilisations, Jens Harder, Actes Sud L'An 2
- La Cendre et l'Écume, Ludovic Debeurme, Cornélius
- La Couleur des choses, Martin Panchaud, Çà et là
- Darwin's Incident t.1, Shun Umezawa, Kana
- [Deplasma] 2, Joshua Cotter, Çà et là
- La Dernière Reine, Jean-Marc Rochette, Casterman
- Eden, Sophie Guerrive, 2024
- Fool Night t. 2, Kasumi Yasuda, Glénat
- Gannibal t.10, Masaaki Ninomiya, Meian
- Hoka Hey, Neyef, Label 619 - Rue de Sèvres
- L'Institut des Benjamines, Anne Simon, Misma
- Intraitable t.6, Choi Kyu-Sok, Rue de l'échiquier
- Ils brûlent t.1, Aniss El Hamouri, 6 pieds sous terre
- Je viens de loin mais je repars bientôt, Ward Zwart et Enzo Smits, Même pas mal
- Khat, Ximo Abadia, La Joie de lire
- Les Liens du sang t.11, Shuzo Oshimi, Ki-oon
- La Maison nue, Marion Fayolle, Magnani
- Le Manoir de Chartwell, Glenn Head, Delcourt
- La Mer à boire, Blutch, 2024
- Merel, Clara Lodewick, Dupuis
- Metax, Antoine Cossé, Cornélius
- Michel, la fin, les moyens, tout ça..., Pierre Maurel, L'Employé du Moi
- Naphtaline, Sole Otero, Çà et là
- Peau, Sabien Clement et Mieke Versyp, Çà et là
- Peleliu -Guernica of Paradise t.11, Kazuyoshi Takeda, Vega
- Petar et Liza, Miroslav Sekulic-Struja, Actes Sud
- Les Pizzlys, Jérémie Moreau, Delcourt
- Poisson à pattes, Blonk, Pow Pow
- La Princesse du château sans fin, Shintaro Kago, Huber
- Une rainette en automne, Linnea Sterte, La Cerise
- Le Secret de la force surhumaine, Alison Bechdel, Denoël Graphic
- Roxane vend ses culottes,  Maybelline Skvortzoff, Tanibis
- La Revanche des bibliothécaires, Tom Gauld, 2024
- Se rétablir t.1, Lisa Mandel, Exemplaire
- Spa, Erik Svetoft, L'Employé du Moi
- La Terre, le ciel, les corbeaux, Stefano Turconi et Teresa Radice, Glénat
- T'zée, une tragédie africaine, Brüno, Appollo, Dargaud
- The Department of Truth t. 2, Martin Simmonds, James Tynion IV, Urban Comics
- Under earth, Chris Gooch, Huber
- La Voix de Zazar, Geoffroy Monde, Atrabile
- Work-Life Balance, Aisha Franz, L'Employé du Moi

##### SélectionPrix du PublicFrance Télévisions
- La Cendre et l'Ecume, Ludovic Debeurme, Cornélius
- La Couleur des choses, Martin Panchaud, Çà et là
- La Dernière Reine, Jean-Marc Rochette, Casterman
- Hoka Hey, Neyef, Label 619 - Rue de Sèvres
- Ils brûlent t.1, Aniss El Hamouri, 6 pieds sous terre
- Merel, Clara Lodewick, Dupuis
- Roxane vend ses culottes,  Maybelline Skvortzoff, Tanibis

##### Sélection Patrimoine
- Fleurs de pierre, Hisashi Sakaguchi, Revival
- Fabulosas, Nazario, Misma
- Journal 1 & 2, Fabrice Neaud, Delcourt
- Là-haut, non !, Filippo Scòzzari, Presque Lune
- Love & Rockets, Jaime Hernandez et Gilbert Hernandez, Komics Initiative
- Ras le bol, Cardon, Requins Marteaux, Super Loto Editions
- White Boy, Garrett Price, 2024

##### Sélection Jeunesse
- Aujourd'hui, Loïc Froissart, L'Articho
- Ana et l'entremonde t.1, Cy et Marc Dubuisson, Glénat
- Boubou et ses amis, Yoon-Sun Park, Biscoto
- Boys run the riot, Keito Gaku, Akata
- La Concierge du grand magasin, Tsuchika Nishimura, Lézard noir
- Les Contrées Salées, Rebecca Mock et Hope Larson, Rue de Sèvres
- De cape et de mots, Flore Vesco et Kerascoët, Dargaud
- Derrière le rideau, Sara del Giudice, Dargaud
- Félixe et la maison qui marchait la nuit, Sophie Bédard, La ville brûle
- Horimiya t.6, Daisuke Hagiwara et Hero, Nobi nobi
- La Longue Marche des dindes, Léonie Bischoff et Kathleen Karr, Rue de Sèvres
- Ranking of Kings t.1, Sosuke Toka, Ki-oon
- Récréation, Victor Hussenot, La Joie de lire
- Le Super Week-end de l'océan, Gaëlle Alméras, Maison Georges
- The Magic Fish, Trung Le Nguyen, Ankama
- Toutes les princesses meurent après minuit, Quentin Zuttion, Le Lombard
- Violette contre Diablo t.1, Emilie Clarke, Biscoto
- Voleuse, Lucie Bryon, Sarbacane

##### Sélection Polar SNCF
- Le Dormeur, Carlos Aon et Rodolfo Santullo, Ilatina
- Colorado Train, Alex W. Inker, Sarbacane
- Gauloises, Andrea Serio et Igort, Futuropolis
- Hound Dog, Nicolas Pegon, Denoël Graphic
- Lost Lad London, Shinya Shima, Ki-oon
- Meurtre télécommandé, Paul Kirchner et Janwillem van de Wetering, Tanibis
- Reckless : éliminer les monstres, Sean Phillips et Ed Brubaker, Delcourt

##### Sélection Éco-Fauve Raja
- La Forêt, une enquête buissonnière, Claire Braud, Casterman
- Être montagne, Jacopo Starace, Sarbacane
- Immonde !, Elizabeth Holleville, Glénat
- Planetes T.1, Makoto Yukimura, Panini
- Sous le soleil, Ana Penyas, Actes Sud L'An 2
- Les Trompettes de la mort, Simon Bournel-Bosson, L’Agrume
- Vega, Serge Lehman et Yann Legendre, Albin Michel

## Autres prix
- Prix Tournesol : Immonde !, Elizabeth Holleville.

- Prix du jury œcuménique de la bande dessinée : Le Printemps de Sakura de Marie Jaffredo[8].
- Prix Couilles Au Cul : La Dernière Artiste Soviétique, Victoria Lomasko[9].
- Prix Charlie Shlingo : Stupide Mâle Blanc, Salch.

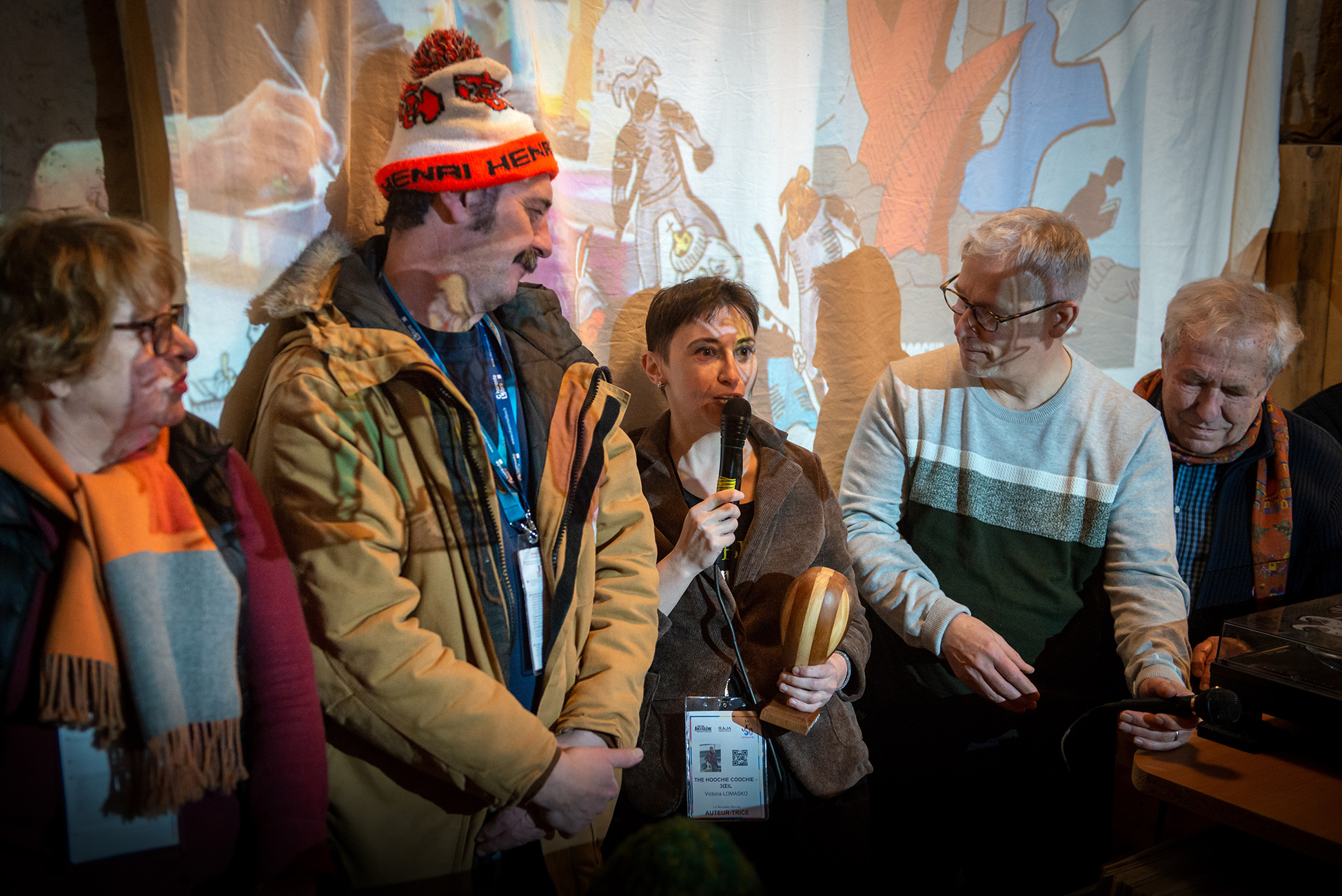
Victoria Lomasko, Prix Couilles Au Cul
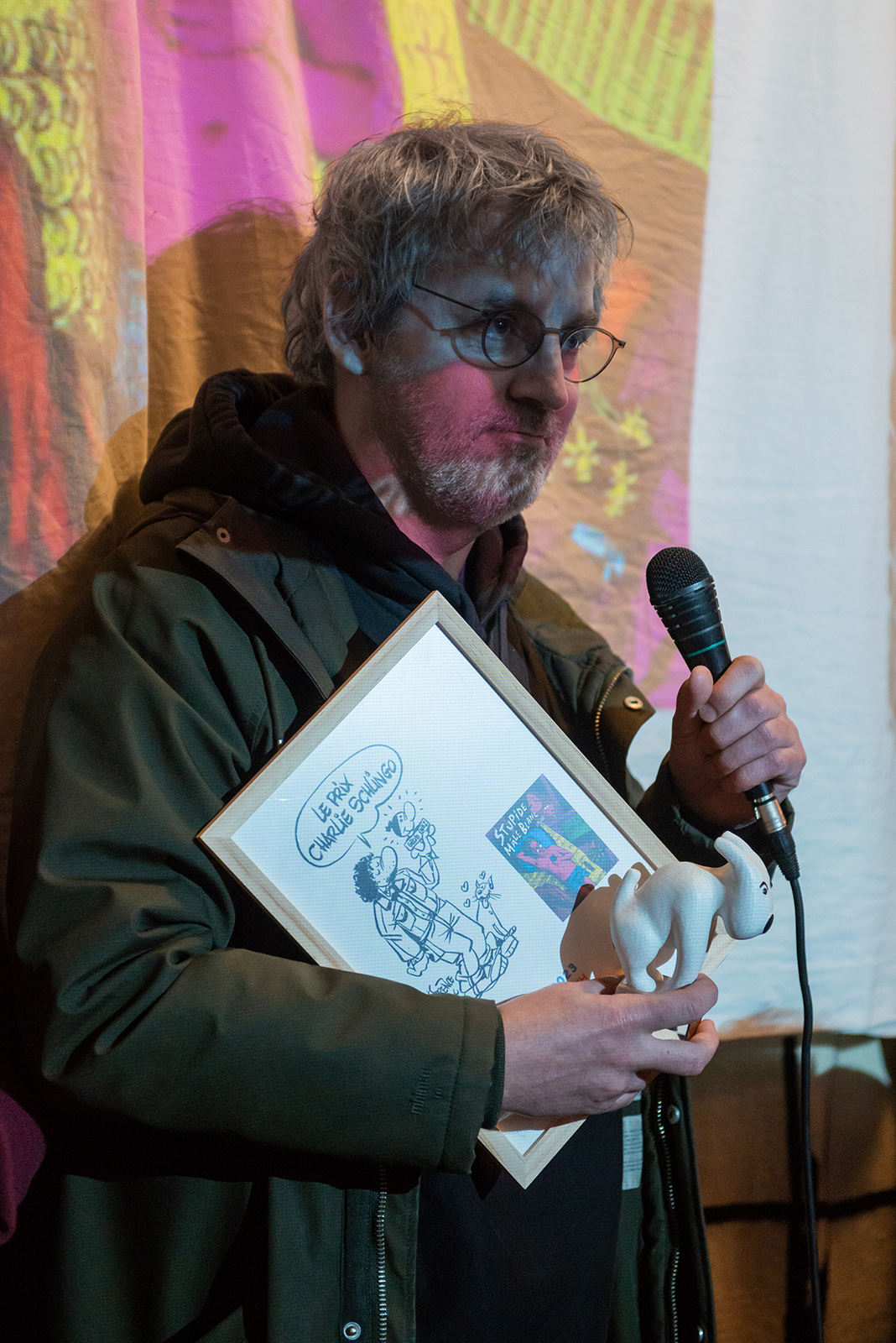
Salch, Prix Charlie Shlingo
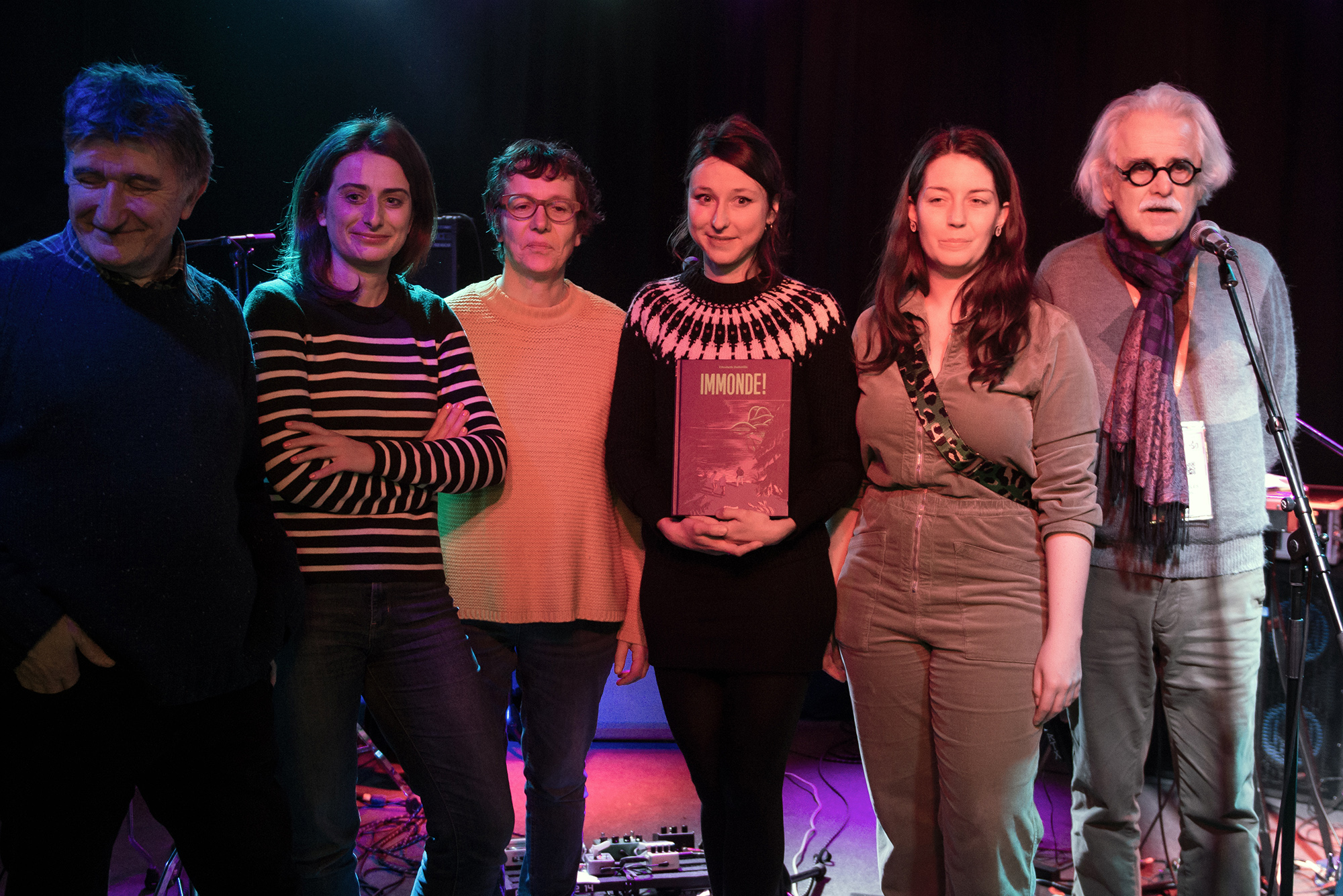
Elizabeth Holleville, Prix Tournesol

## Expositions
Une des expositions prévues, Dans les yeux de Bastien Vivès, a été annulée par les organisateurs du festival après deux pétitions accusant l'auteur de faire l'apologie de l'inceste et de la pédopornographie. 
Liste : 
- Musée d'Angoulême
  - Les 6 voyages de  Philippe Druillet
  - Ryōichi Ikegami, à corps perdu
- Espace Franquin
  - Junji Itō, dans l'antre du délire
- Médiathèque L'Alpha
  - L’Attaque des Titans, de l'ombre à la lumière
- Hôtel Saint-Simon
  - Julie Doucet , toujours de grande classe
- Vaisseau Moebius
  - Couleurs !, exposition immersive sur l'histoire de la bande dessinée en couleur
  - Elle résiste, elles résistent, Madeleine Riffaud, Jean-David Morvan et Dominique Bertail
- Chais Magelis
  - Marguerite Abouet, la vie comme elle va
- Pavillon Jeunes talents
  - Worldwide Comics Explosion

### Spectacles et projections

#### Théâtre d’Angoulême
- Concert dessiné de la chanteuse et violoncelliste de jazz cubaine Ana Carla Maza avec la dessinatrice française Aude Picault.